# Franciane Motta
Franciane Conceição Gago Motta (Itaboraí, 8 de janeiro de 1971), é uma política brasileira filiada ao Podemos (PODE). Já exerceu mandato como prefeita e vice-prefeita de Saquarema, atuando hoje como deputada estadual.

## Biografia
Franciane Motta, é professora, tem 51 anos, é casada e mãe de um filho. Foi prefeita de Saquarema por dois mandatos, de 2009 a 2016, mesma cidade onde mora. Em 2022, foi reeleita deputada estadual com mais de 37 mil votos. 
Franciane começou a sua vida pública em 2001, quando assumiu a Secretaria de Promoção Social em Saquarema, e, três anos depois, foi eleita vice-prefeita da cidade.
Esposa do ex-deputado e presidente da Alerj, Paulo Melo, Franciane está na vida pública há mais de 20 anos e sua gestão como prefeita foi classificada como a segunda melhor do Rio de Janeiro pelo Tribunal de Contas do Estado com base nos gastos dos recursos na saúde e na educação. 
É vice-presidente da Comissão da Pessoa com Deficiência, terceira vice-presidente da Mesa Diretora e membro da Comissão de Servidores Públicos, Assuntos da Criança, do Adolescente e do Idoso, Defesa do Consumidor  e Defesa dos Direitos Humanos e Cidadania. Além disso, fez parte das Frentes Parlamentares em Defesa do Sistema Único de Assistência Social (SUAS), Defesa da Soberania Nacional e Contra a Privatização da Petrobrás e em Defesa do Pagamento dos Royalties para o Estado do Rio de Janeiro. Também apoiou a "Rio Trilhos". 
No seu primeiro mandato, teve mais de 100 leis sancionadas e diversos projetos dos mais variados temas estão em tramitação na Casa, dentre elas, a Lei nº 8.639/2019, que dispõe sobre a garantia de prioridade nos trâmites procedimentais das ações judiciais cíveis, criminais e administrativas aos crimes de estupro e feminicídio enquadrados na Lei Maria da Penha. E destaca-se ainda, o Projeto de Lei nº 4.622/2021, que proíbe os planos de saúde em exigirem  consentimento do cônjuge ou de qualquer companheiro para inserção de qualquer método contraceptivo. 

## Desempenho Eleitoral
| Ano  | Eleição                     | Candidata a       | Partido | Coligação                                                                                   | Chapa            | Votos  | %      | Resultado | Ref   |
| ---- | --------------------------- | ----------------- | ------- | ------------------------------------------------------------------------------------------- | ---------------- | ------ | ------ | --------- | ----- |
| 2004 | Municipais de Saquarema     | Vice-prefeita     | MDB     | União Para o Progresso (PP,PMDB,PL,PHS,PMN,PTC,PV,PRONA,PTdoB)                              | Peres (PMDB)     | 21.562 | 54,79% | Eleita    | [ 1 ] |
| 2008 | Municipais de Saquarema     | Prefeita          | MDB     | Saquarema Vai Melhorar Muito Mais                                                           | Dr. Amilcar (PP) | 20.522 | 91,98% | Eleita    | [ 2 ] |
| 2012 | Municipais de Saquarema     | Prefeita          | MDB     | Juntos por Saquarema (PP,PDT,PT,PTB,PMDB,PSL,PTN,PSC,PPS, PSDC,PRTB,PTC,PSB,PSDB,PSD,PCdoB) | Zequinha (PTB)   | 28.784 | 63,62% | Eleita    | [ 3 ] |
| 2018 | Estaduais no Rio de Janeiro | Deputada Estadual | MDB     | —                                                                                           | —                | 45.123 | 0,65%  | Eleita    | [ 4 ] |